# The Batfish Boys
The Batfish Boys — британская рок-группа, образовавшаяся в 1984 году в Лидсе и Йорке бывшими участниками группы The March Violets и прекратившая своё существование в 1990 году. За всё своё существование выпустила три альбома.

## История
Группа была образована в 1984 году The March Violets вокалистом Саймоном Денбай (англ. Simon «Detroit» Denbigh), басистом Томом Эштон (англ. Tom Ashton) и гитаристом Лоренс Эллиот (англ. Laurence «Loz» Elliot) из группы The March Violets, а также ударником группы Skeletal Family Мартином Пинком (англ. Martin «Bomber» Pink) . Первоначально группа ориентировалась на готический рок, но сразу же под влиянием The Stooges ориентировалась на гаражный рок с примесью хард-рока. Их дебютный альбом, «The Gods Hate Kansas», изданный в 1985 году, был сравнён с творчеством групп The Cramps и The Gun Club. К тому моменту к группе присоединились басист Боб «Диабло» Пристли (англ. Bob «Diablo» Priestley) и гитаристы Джонни Берман (англ. Johnny Burman) и Мюррей Фентон (англ. Murray Fenton).
В 1986 году на замену Фентону приходит Мартин «Зеро Рек» Герберт (англ. Martin «Zero Rek» Herbert). В том же году выходит альбом «Head», в котором звучали мотивы психоделического блюза. Поскольку звук группы становился все тяжелее, в 1987 году музыканты подписали контракт с лейблами Motörhead и GWR и сократили своё название до Batfish. Первым релизом на GWR стал сингл «Purple Dust» 1988 года, в котором были включены кавер-версии песен «Purple Haze» Джими Хендрикса и «Another One Bites the Dust» группы Queen.
Третий альбом Batfish Boys, «Batfish Brew», был выпущен в 1989 году, но вскоре после этого группа распалась.
Денбай, который позже выпустил альбом под названием D-Rok и реформировал The March Violets в 2007 году, был объявлен культовым героем № 36 журналом Classic Rock в 2010 году.

## Музыкальный стиль
В первые годы своего существования The Batfish Boys играли готик-рок, пост-панк и гребо. В дальнейшем переориентировались на хард-рок, психоделический рок и арена-рок. Группа всячески дистанцировалась от тегов «готика» и «гребо».

## Дискография

### Студийные альбомы
- The Gods Hate Kansas (1985, Batfish Incorporated)
- Head (1986, Batfish Incorporated) (No. 16)
- Batfish Brew (1989, GWR Records)

### Синглы
- «Swamp Liquor» (1985, Batfish Incorporated) (No. 22)
- Crocodile Tears EP (1986, Batfish Incorporated)
- «Justine» (1986, Batfish Incorporated) (No. 16)
- «The Bomb Song» (1987, Batfish Incorporated) (No. 18)
- «Purple Dust» (1988, GWR Records)

### Сборник
- Lurve: Some Kind of Flashback (1987, Twilight Records)